# Potsdamer Straße
Die Potsdamer Straße (von Hausbesetzern auch Potse genannt) in Berlin ist Teil der Bundesstraße 1 und verbindet den Potsdamer Platz im Ortsteil Tiergarten mit dem nördlichen Ende der Hauptstraße in Schöneberg am Heinrich-von-Kleist-Park. Sie ist nicht zu verwechseln mit der gleichnamigen Straße im Ortsteil Zehlendorf.
Ursprünglich vor dem Potsdamer Tor als Weg zu den königlichen Residenzen in Potsdam (Schloss Sanssouci und Neues Palais) gebaut, wurde sie Ende des 18. Jahrhunderts im Auftrag von König Friedrich Wilhelm II. zur „Kunststraße“ ausgebaut. Vom Berliner Schloss aus war ab 1795 über die Berlin-Potsdamer Chaussee seine neue Sommerresidenz, das Marmorpalais im Neuen Garten von Potsdam, bequem zu erreichen.
Nach dem Beginn des 20. Jahrhunderts entwickelte sie sich zur verkehrsreichsten Straße im Deutschen Reich. Mit der Teilung Berlins nach dem Zweiten Weltkrieg in ihrer Bedeutung zurückgesetzt – weiter verstärkt durch den Mauerbau am 13. August 1961 – wurde Ende der 1960er Jahre die Trasse nördlich des Landwehrkanals hinter der Potsdamer Brücke durch das von Hans Scharoun geplante Kulturforum mit Neuer Nationalgalerie, St. Matthäuskirche, Philharmonie und Staatsbibliothek Richtung Potsdamer Platz neu angelegt. Der Rest führt heute als Alte Potsdamer Straße zum Marlene-Dietrich-Platz.

## Geschichte
Die Potsdamer Straße ist ein Teil der ehemaligen Reichsstraße 1 von Aachen nach Königsberg. Sie wurde 1790–1792 als eine der ersten Kunststraßen Preußens befestigt. Entgegen der Kriegsweisheit von Friedrich II. „Je schlechter die Straße, desto schwieriger kommt der Feind auf ihnen voran“, beauftragte erst dessen Nachfolger Friedrich Wilhelm II. den Architekten Carl Gotthard Langhans, der auch das heutige Brandenburger Tor entworfen hat, die Straße zwischen Berlin und Potsdam zu befestigen, zu schottern und mit Alleebäumen zu säumen.

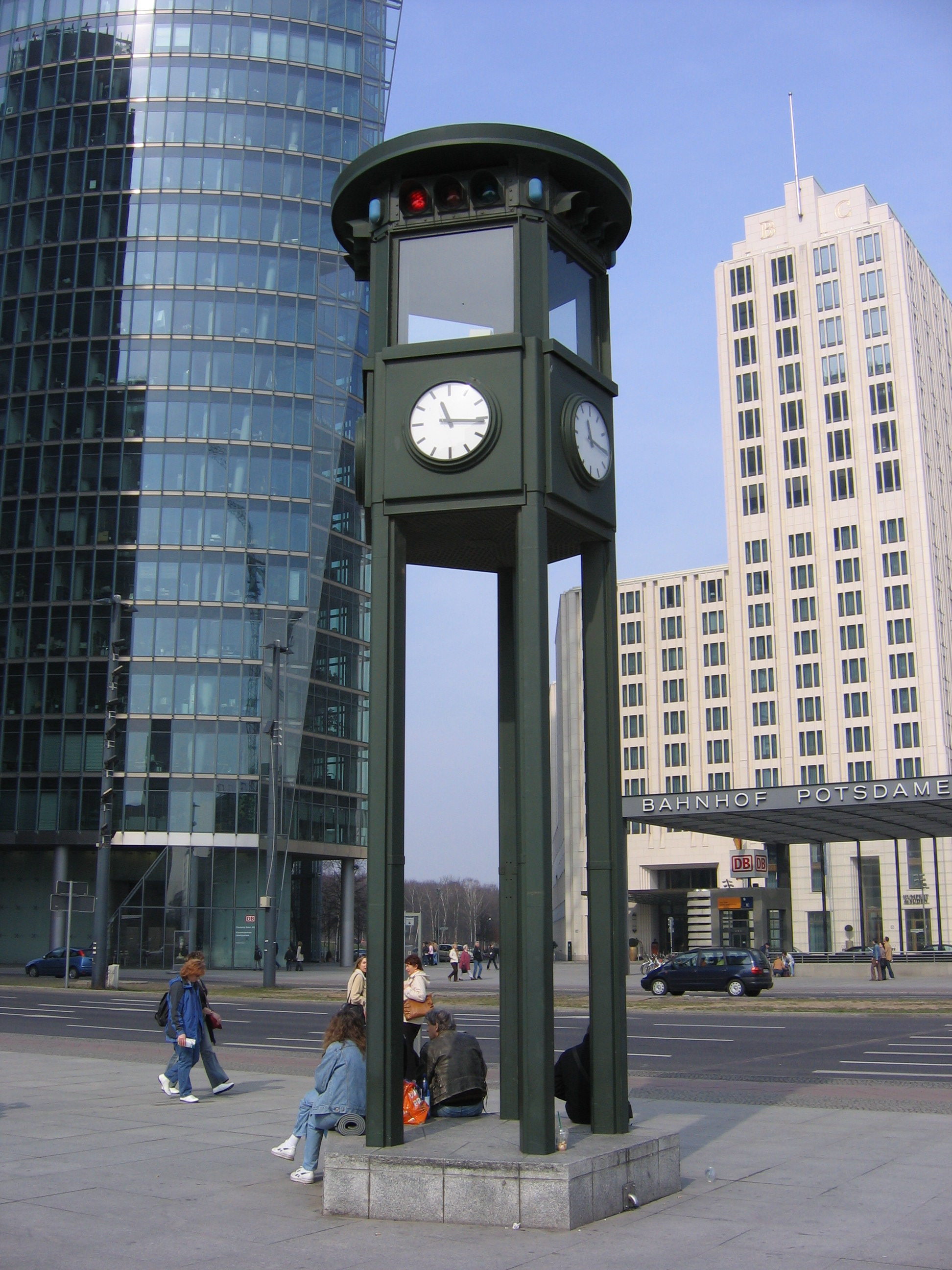
1997 rekonstruierter Verkehrsturm am Potsdamer Platz, März 2005

Seit 1830 hatte der Banko-Assistent Samuel Ewald Leddihn Äcker zwischen dem Botanischen Garten (dem heutigen Kleistpark) und dem Lützower Weg (der heutigen Lützowstraße) aufgekauft und erreichte erfolgreich die Umwandlung in Bauland.
Die Gemeinde Alt-Schöneberg stimmte dem Verkauf ihres vorfeudalen „Vieh-Gemenge-Rechts“ – der sogenannten Huthbefreiung – zu: Von nun an konnte sie kein Vieh mehr auf den neuen Baugrundstücken weiden lassen. Mitstimmungsberechtigt war auch der preußische Militärfiskus, der parallel zur Potsdamer Straße im Jahr 1837 die erste preußische Eisenbahnlinie (die Stammbahn) zwischen Potsdam und Berlin mit seinem Potsdamer Bahnhof eröffnet hatte.
Am 3. Mai 1841 wurde ein Teil der Potsdamer Chaussee zwischen dem Landwehrgraben und dem Botanischen Garten in Potsdamer Straße umbenannt.
In der Potsdamer Straße 131 gab es bis zum Jahr 1855 das Vergnügungsetablissement Möwes Blumengarten, zu dem neben den Blumenbeeten auch kleine Sommerferienhäuschen gehörten. Das Gelände wurde danach parzelliert und über die Fläche ließ der Berliner Magistrat die Eichhornstraße und die Schellingstraße anlegen.
1861 wurde der nördliche Teil von Schöneberg abgetrennt und als Schöneberger Vorstadt nach Berlin eingemeindet. Hierdurch verschob sich die Stadtgrenze vom Landwehrkanal bis zur Grunewaldstraße. Die Potsdamer Straße gehört seitdem zu Berlin und führte damals genau bis zur Stadtgrenze. Bei der Bildung von Groß-Berlin 1920 wurde Schöneberg zum Bezirk, die Schöneberger Vorstadt und damit auch die Potsdamer Straße kamen jedoch komplett zum Bezirk Tiergarten. 1938 wurde das Gebiet neu aufgeteilt: Das Gebiet südlich der Kurfürstenstraße gehört seitdem wieder – wie schon bis 1861 – zu Schöneberg, der nördliche Teil verblieb bei Tiergarten. 
Mit dem Verkehrsturm am Potsdamer Platz wurde am 15. Dezember 1924 die erste Ampel im Deutschen Reich in Betrieb genommen. Sie war damals umstritten, weil es zunächst niemand einsah, von einem Lichtsignal Anweisungen entgegennehmen zu müssen. Eine Rekonstruktion des Verkehrsturms steht seit 1997 wieder an der historischen Stelle.
Die Hausnummern wurden 1937 von der Hufeisen- auf die heutige Orientierungsnummerierung umgestellt. Bis dahin wurden die Häuser, beginnend mit der Nummer 1 auf der Nordwestseite, fortlaufend gezählt. Seit der Umstellung sind die ungeraden Nummern auf der südöstlichen Straßenseite und enden mit 203 (früher: 205) an der Einmündung Großgörschenstraße.
Mit der Teilung der Stadt durch den Mauerbau im Jahr 1961 endete das nördliche Ende der Potsdamer Straße unmittelbar an der Berliner Mauer. Konsequent setzte der West-Berliner Senat den von Hans Scharoun entworfene Neubau der Staatsbibliothek quer über den historischen Straßenverlauf und verschwenkte die Potsdamer Straße nach Nordwesten auf die Viktoriastraße. Nach der Wiedervereinigung Berlins ist das abgeschnittene Teilstück zum Potsdamer Platz als Alte Potsdamer Straße reaktiviert worden und heute eine durch viele Fußgänger belebte Nebenstraße zum Marlene-Dietrich-Platz.
In den Jahren vor und nach dem Zweiten Weltkrieg entwickelte sich die Potsdamer Straße zwischen der Lützow- und der Pallas- Ecke Goebenstraße zum Rotlichtviertel, in dem die Prostitution in entsprechenden Nachtclubs blühte. Erst Ende der 1980er Jahre begann sich dieses Image für das genannte Teilstück der Straße zu verlieren.
Am 22. September 1981 wurde der Demonstrant Klaus-Jürgen Rattay auf der Potsdamer Straße unterhalb der Hochbahntrasse von einem Linienbus erfasst und verstarb. Eine Gedenktafel im Bürgersteig an der Potsdamer / Ecke Bülowstraße erinnert daran.

## Personen
- Fleischermeister Johann Cassel räucherte um 1880 in seinem Geschäft im Haus Potsdamer Straße 15 gepökeltes Schweinefleisch, das er „Geräucherter Schweinerücken à la Berlinoise“ nannte, und das später unter der Bezeichnung Kasseler bekannt wurde.[6][7]
- In dem unter Denkmalschutz stehenden, 1905–1906 vom Architekten Rudolf Zahn erbauten Haus Nr. 45 (seit 1937: Nr. 116)[8] wohnte Marlene Dietrich als Kind (Gedenktafel von Rolf Hemmerich, 2005).
- Die Großeltern Katia Manns, Ernst Dohm (Chefredakteur des Satireblatts Kladderadatsch) und seine Ehefrau Hedwig Dohm, prominente Frauenrechtlerin, wohnten um 1870 im Haus Nr. 27a (seit 1937: Nr. 72) und unterhielten einen Literatursalon.
- Am 3. Oktober 1872 bezog Theodor Fontane mit seiner Frau Emilie und seiner Tochter Martha seine letzte Wohnung im sogenannten „Johanniter-Haus“, Potsdamer Straße 134c. Das graue Haus mit Vorgarten lag auf der Ostseite der Straße, zwischen Eichhornstraße und Potsdamer Platz, auf dem Grundstück der heutigen Staatsbibliothek und trug seit 1899 eine Gedenktafel. Es musste 1906 einem Geschäftshaus weichen, das im Jahr 1937 die Hausnummer 15 erhielt und im Zweiten Weltkrieg den Bomben zum Opfer fiel. Seine „mehr als einfachen Wohnräume“ lagen im obersten dritten Geschoss rechts. Fontane wohnte dort bis zu seinem Tode am 20. September 1898.
- Joseph Goebbels übernahm 1926 die Leitung des NSDAP-Gaus Berlin-Brandenburg im Haus Nr. 35 (seit 1937: Nr. 97).
- Von 1897 bis 1903 betrieb der Verleger Axel Juncker im Haus Nr. 11 (alte Zählung) seine auf skandinavische Literatur spezialisierte Buchhandlung.
- Philipp Manes, in Auschwitz ermordeter jüdischer Pelzhändler und Tagebuchautor, musste am 21. Juli 1942 seine Wohnung im Haus Nr. 27 räumen und wurde ins Ghetto Theresienstadt verschleppt.
- Lotte Hahm, lesbische Aktivistin seit der Weimarer Republik, lebte in den 1950er Jahren in der Potsdamer Straße 181.
- Erik Spiekermann betreibt im Haus Potsdamer Straße 98 eine kleine Druckerei, in der er eine Sammlung von Andruckpressen und Satzschriften verwahrt.[9][10] Die Büros seiner Agentur edenspiekermann_ befinden sich im Haus Nr. 83.[11]

## Gebäude und Denkmäler

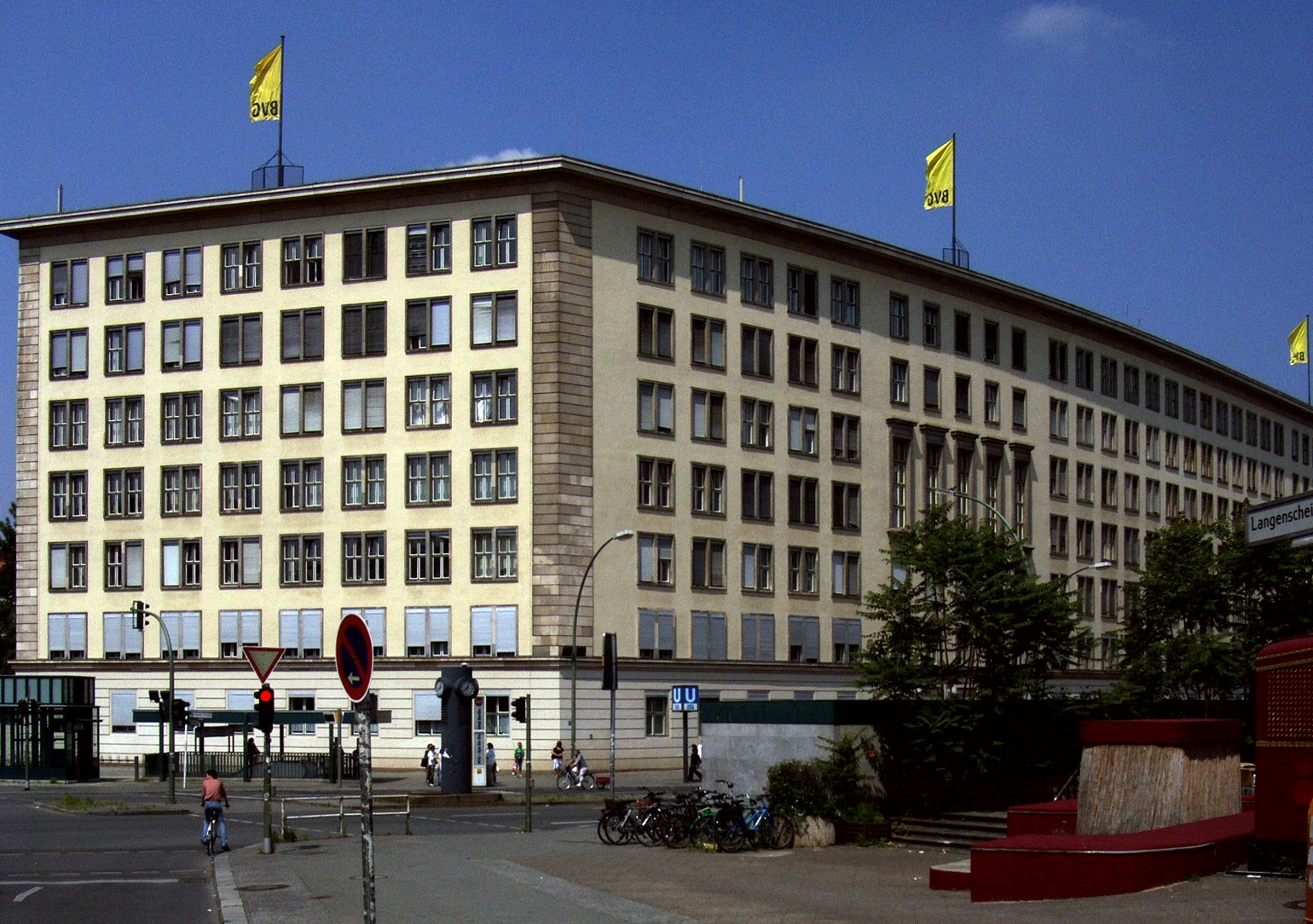
Ehemalige BVG-Hauptverwaltung Potsdamer Straße 188–192

### Überblick
Die Hausnummernzählung beginnt und endet am Potsdamer Platz. Sie erfolgt im Zickzack, auf der Nordwestseite alle ungeraden, auf der Südostseite alle geraden Nummern. Die Nummerierung lief bis Nummer 142 im (heutigen) Ortsteil Mitte, die weiterführenden Hausnummern gehör(t)en zum damaligen Bezirk Schöneberg. In den 1930er Jahren gab es eine größere Umnummerierung.
Folgende geschichtsträchtige Bauwerke standen entlang dieser Straße oder wurden nach dem Zweiten Weltkrieg neu errichtet:
- Nr. 188–192: Die Gebäude, die bis August 2008 die BVG als Hauptverwaltung nutzte, wurden 1938/1939 nach Entwürfen des Architekten Artur Vogdt errichtet. Nach den Planungen der Nationalsozialisten hätten diese Gebäude am Ende einer Sichtachse von der Nord-Süd-Trasse durch die zu verbreiternde Großgörschenstraße gestanden. Die Entwürfe mussten deshalb dem Generalbauinspektor für die Reichshauptstadt Albert Speer vorgelegt und von ihm genehmigt werden.
 Der Gebäudeblock Potsdamer Straße 188–190 diente anfangs als Verwaltungsgebäude für die Oberste Bauleitung der Reichsautobahnen, das Haus Potsdamer Straße 192 als Verwaltungsbau für die Deutsche Milchwirtschaft. Luftangriffe der Alliierten auf Berlin im November 1943 im Zweiten Weltkrieg führten zur vollkommenen Zerstörung der alten BVG-Hauptverwaltung in der Köthener Straße Ecke Potsdamer Straße 11.[12] Nach dem Krieg, im Juni 1945 zog die BVG in das Gebäude Potsdamer Straße 188–190. Die Übernahme des Nachbargebäudes Nr. 192 erfolgte erst später.
- Die barocken Königskolonnaden, ursprünglich an der Rathausstraße stehend, schmücken den Eingang des Heinrich-von-Kleist-Parks. Sie weisen trotz vielfacher Restaurierungen noch Einschusslöcher aus dem Revolutionsjahr 1848 auf. In dem Park befand sich zu Beginn des 18. Jahrhunderts ein Botanischer Garten, dessen Kustos Adelbert von Chamisso war.
- Erwähnenswert ist das Kammergericht in der Elßholzstraße, an die Potsdamer Straße grenzend, in dessen Räumen der Volksgerichtshof getagt hatte und unter anderem Personen des 20. Juli 1944 zum Tode verurteilt wurden. Im selben Gebäude saß bis 1949 der Alliierte Kontrollrat, der teilweise Regierungsfunktion ausübte. 1972 wurde dort das Vier-Mächte-Abkommen unterzeichnet und bis in die 1980er Jahre wurden einige Amtsstuben für die Flugsicherung der Alliierten benutzt. Nach seiner Restaurierung in den 1990er Jahren wird das Gebäude wieder als Kammergericht genutzt.

- Nr. 186: Kathreiner-Haus des Architekten Bruno Paul, das heute vom Berliner Senat als Verwaltungsgebäude u. a. von der Senatsverwaltung für Inneres, Abteilung Verfassungsschutz genutzt wird.[13][14]
- Nr. 184: Franck-Haus
- Nr. 180–182: Ehemaliges Verwaltungsgebäude der Deutschen Arbeitsfront[15]
  - Von 1972 bis 2019 befand sich in der zweiten Etage das älteste selbstverwaltete Jugendzentrum Berlins, das Drugstore.[16][17]
  - Ab den 1980er Jahren befand sich zusätzlich der Jugendclub Potse im selben Stockwerk. Von 2019 bis 2021 besetzte der Jugendclub Teile des zweiten Geschosses.[18]
- Nummer 170/172: Das in den 1970er Jahren erbaute Pallasseum auf dem Gelände des ehemaligen Sportpalastes, in dem Joseph Goebbels am 18. Februar 1943 in seiner Sportpalastrede den „Totalen Krieg“ ausrief und die APO Frank Zappa von der Bühne holte, weil er für evolution statt revolution eintrat.

- Nr. 96: war zuerst ein Kino, zwischen 1972 und 1989 als Konzertraum Quartier Latin genutzt. Seit 1992 befindet sich das Varieté Wintergarten hier, das seinen Anfang in der Friedrichstraße genommen hatte.
- Nr. 87: Verwaltung der Siemens-Schuckert-Werke[12]

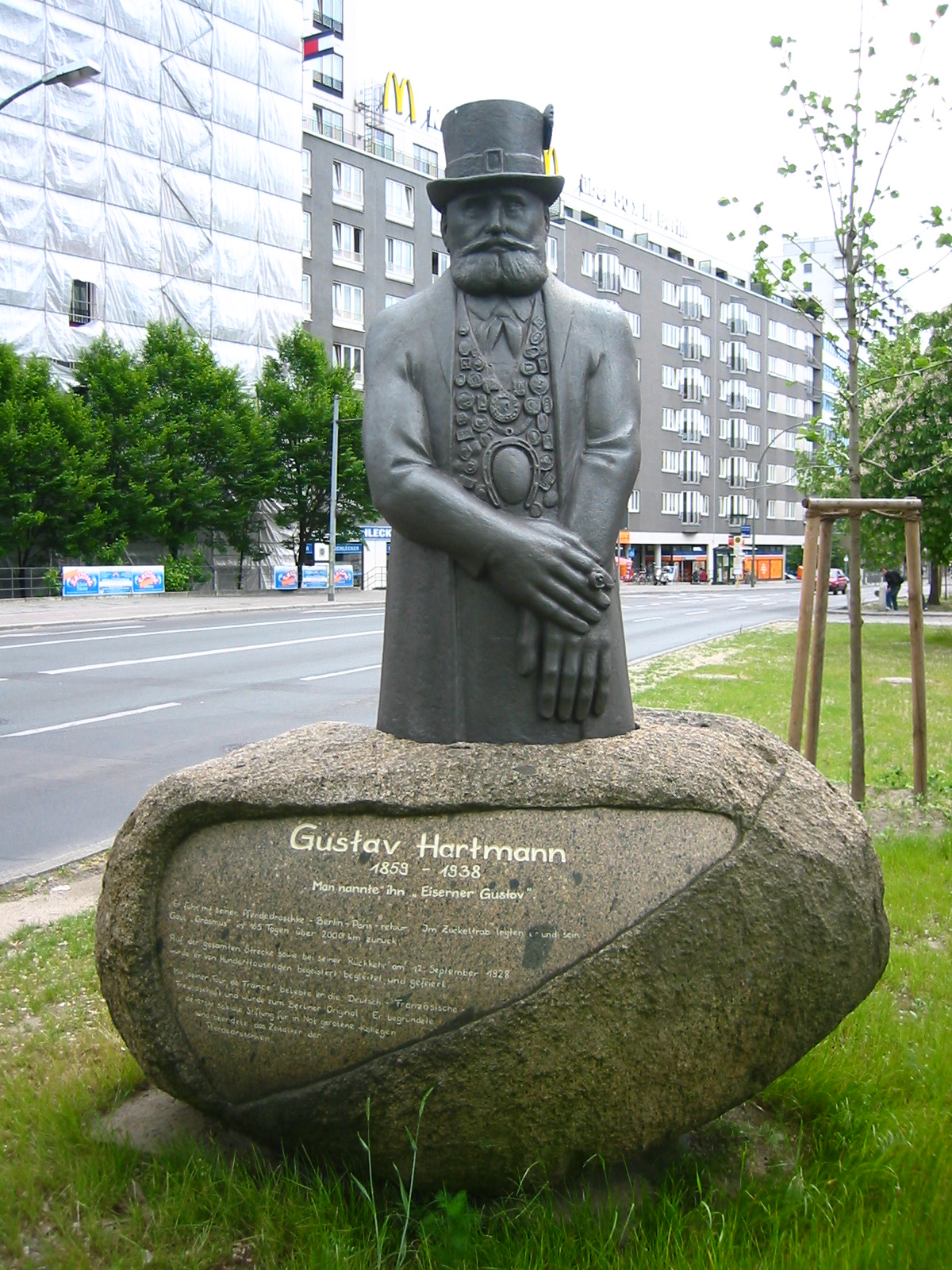
Denkmal für den Eisernen Gustav an der Potsdamer Brücke

- Unweit der Potsdamer Brücke über den Landwehrkanal befindet sich auf dem Mittelstreifen der Potsdamer Straße seit dem Jahr 2000 ein Denkmal von Gerhard Rommel für den Droschkenkutscher Gustav Hartmann, der als „Eiserner Gustav“ in die Berliner Geschichte eingegangen ist.

- Die im Rahmen des Kulturforums, eines Konzepts aus dem Wettbewerb Hauptstadt Berlin von 1958, errichteten Gebäude:
  - Neue Nationalgalerie am Landwehrkanal, erbaut 1965–1968 von Mies van der Rohe,
  - Staatsbibliothek zu Berlin (Haus Potsdamer Straße), 1967–1978 erbaut von Hans Scharoun,
  - Philharmonie, 1960–1963 erbaut von Hans Scharoun,
  - Kammermusiksaal, 1984–1987 erbaut von Edgar Wisniewski nach Entwürfen von Hans Scharoun,
  - Musikinstrumenten-Museum, 1979–1984 erbaut von Edgar Wisniewski nach Entwürfen von Hans Scharoun,
  - Gemäldegalerie, 1992–1998 erbaut von Hilmer & Sattler und Albrecht.
- Das Sony Center mit seinem großen futuristischen Dach.
- Das Vox-Haus (ehemals: Potsdamer Straße 10), von dem aus 1923 die erste deutsche Rundfunksendung produziert wurde. Das Gebäude wurde – nach starker Beschädigung im Zweiten Weltkrieg – schließlich im Jahr 1971 abgerissen.
- Potsdamer Straße 5 (seit den 1990er Jahren Alte Potsdamer Straße 5): Weinhaus Huth[12]

### Ehemalige Institutionen

1912 errichtetes Gebäude von Rudolph Lepkes Kunst-Auctions-Haus in der Potsdamer Straße

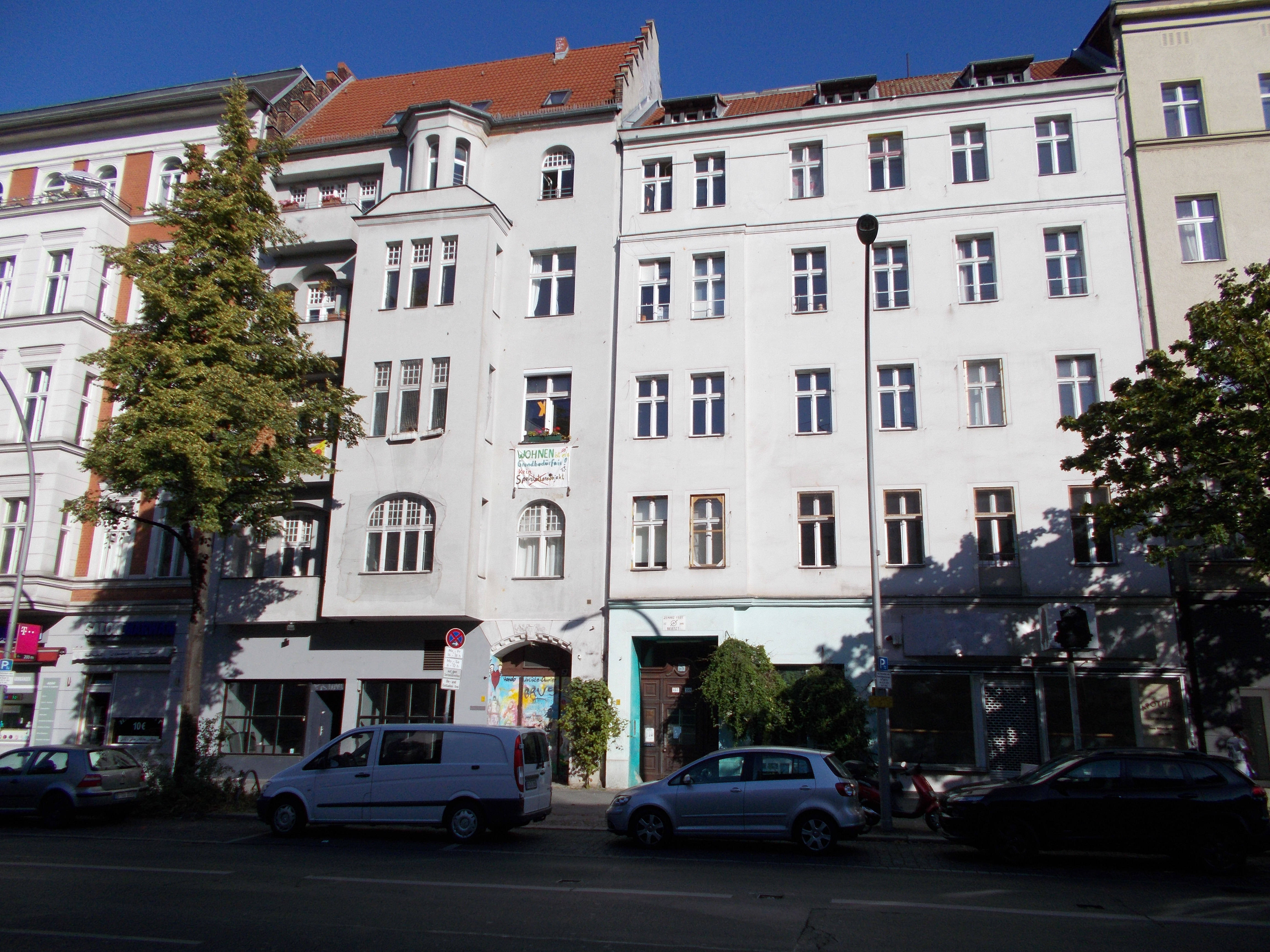
Die 1981 besetzten Häuser Potsdamer Straße 157 und 159

- Ernst Rowohlt hatte seinen Verlag direkt am Landwehrkanal.
- Der Verleger Samuel Fischer empfing seine Autoren an der Ecke Bülowstraße.
- Herwarth Walden produzierte seine Zeitschrift Der Sturm einige Häuser neben Rowohlt.
- Potsdamer Straße 122a/b (alte Nummerierung): Rudolph Lepke’s Kunst-Auctions-Haus, Bau von 1912 nach Plänen von Adolf Wollenberg (zerstört).
- Das traditionsreiche Lebensmittel- und Delikatessengeschäft Scheurich und Patzke an der Ecke Alvenslebenstraße, das in den 1980er Jahren schloss.
- Die traditionsreiche – seit Anfang des 20. Jahrhunderts bestehende – juristische Fachbuchhandlung Struppe und Winckler, deren Besitzer Bernhard Hildebrand in den 1920er Jahren Lesungen mit Thomas Mann und Hanns Heinz Ewers organisierte. Nach dem Mauerfall ist die Buchhandlung an den Gendarmenmarkt gezogen.
- Von 1970 bis 1989 war das Quartier Latin im Haus Nr. 96 ein international bekannter Veranstaltungsort für Jazz (Total Music Meeting), Blues und Rockmusik; später Varieté Wintergarten.
- Potsdamer Straße 138: das Antiquariat Wolfgang Staschen.[19][20]
- Potsdamer Straße 157: Das ehemalige K.O.B., ein vormals besetztes Haus, war beliebter Treffpunkt und Partylocation der Schöneberger Hausbesetzerszene in den 1980er Jahren sowie ehemaliger Wohnsitz des Schriftstellers Klaus Schlesinger und des Journalisten Frank Nordhausen.
- Der Türkische Basar, ein Flohmarkt, der auf dem zu Zeiten der Berliner Mauer stillgelegten Hochbahnhof Bülowstraße eingerichtet worden war, nach dem Mauerfall aber der nunmehr wieder fahrenden U-Bahn-Linie U2 weichen musste.
- Bis zum 2. Oktober 2009 wurden in der Potsdamer Straße die Zeitung Der Tagesspiegel, das 14-täglich erscheinende Stadtmagazin zitty sowie die wöchentlich dreimal erscheinende Anzeigenzeitung Zweite Hand herausgegeben. Der Verlag ist nach Kreuzberg zum Askanischen Platz 3 umgezogen. Das Gelände der ehemaligen Tagesspiegel-Druckerei wurde anschließend von dem Architektenduo Pierre Jorge Gonzalez und Judith Haase umgebaut und wird heute unter anderem von der Londoner Galerie Blain Southern genutzt sowie von Andreas Murkudis, dem Bruder von Kostas Murkudis, als Concept Store.[21][22][23]

### Heutige Institutionen
- Die Stiftung Preußischer Kulturbesitz mit der Staatsbibliothek (Potsdamer Straße 33–37), dem Ibero-Amerikanischen Institut (Potsdamer Straße 37) und der ISBN-Agentur.
- Seit 2003 findet jährlich Anfang September die magistrale – Kulturnacht in der Potsdamer Straße als Präsentation künstlerischer Aktivitäten im gesamten Bereich der Potsdamer Straße statt.
- Potsdamer Straße 131: Das Sendezentrum von Power Radio. Von hier aus sendeten auch schon Radio 100,[24] Energy Berlin, Radyo Metropol FM und Hundert,6. Vor dem Sendezentrum, nahe der Potsdamer Straße Ecke Bülowstraße, steht ein (sprechendes) Denkmal, aufgestellt auf Veranlassung des Regierenden Bürgermeisters von Berlin, das an den Start des ersten Privatsenders Radio 100 in Berlin im Jahr 1987 erinnert.
- Im ehemals besetzten Haus Potsdamer Straße 157 befand sich an der Stelle des ehemaligen K.O.B. das Ex’n’Pop.[25]